# 宮城県道131号秋保温泉線
宮城県道131号秋保温泉線（みやぎけんどう131ごう あきうおんせんせん）は、宮城県仙台市太白区秋保町の秋保温泉内を結ぶ一般県道である。

## 路線概要
温泉街の中を走る路線である。
- 起点：宮城県仙台市太白区秋保町湯元（宮城県道160号秋保温泉川崎線交点）
- 終点：宮城県仙台市太白区秋保町湯元（天守閣自然公園前）
- 延長：2.1 km

## 通過する自治体
- 宮城県
  - 仙台市
    - 太白区

## 接続する道路
- 宮城県道160号秋保温泉川崎線 （仙台市）

## 周辺
温泉旅館が立ち並ぶ。
- 秋保・里センター
- TAOYA秋保（旧岩沼屋）
- 秋保温泉郵便局
- 宮城県立拓桃支援学校
- 拓桃医療養育センター
- 天守閣自然公園